# Línea L12 (Montevideo)
La línea L12 es una línea local de Montevideo, que une Puntas de Sayago con la Playa del Cerro.

## Características
Cuenta con dos recorridos, uno entre la  Playa del Cerro y la terminal homónima, el cual en algunas frecuencias circula por la Fortaleza del Cerro. En el caso de su segundo recorrido, el cual se caracteriza por ser mucho más extenso, une la terminal homónima con Puntas de Sayago. Dichos recorridos surgen de la fusión de las líneas L12 y L12C, las cuales funcionaron muy poco tiempo hasta convertirse en una misma línea. Fueron operadas hasta junio de 2022
Desde el 14 de junio de 2016 esta línea es operada por la Unión Cooperativa Obrera del Transporte debido al cierre de la cooperativa Raincoop.

## Recorridos
| Ida - Puntas de Sayago - Avenida Eduardo Da Costa - Ucrania - Etiopía - La Vía - Avenida Carlos María Ramírez - Avenida Santín Carlos Rossi - Pedro Castellino - Zona B (Terminal del Cerro) - Egipto - Estados Unidos - Grecia - Inglaterra - Vizcaya - Suiza - Playa del Cerro Ida (por Fortaleza del Cerro) - Puntas de Sayago - Avenida Eduardo Da Costa - Ucrania - Rusia - Bulgaria - Holanda - Batlle y Ordóñez Fortaleza General Artigas - Juan Viacaba - Río de Janeiro - Inglaterra - Vizcaya - Suiza - Playa del Cerro | Vuelta - Playa del Cerro - Suiza - Grecia - Japón - Avenida Carlos María Ramírez - Ramón Tabárez - Pedro Castellino - Zona B (Terminal del Cerro - Egipto - Avenida Carlos María Ramírez - La Vía - Etiopía - Ucrania - Avenida Eduardo Da Costa - Puntas de Sayago |

## Paradas
Ida
N° → (Esquina)
1. Río de Janeiro
2. Portugal
3. México
4. Norte América
5. República Argentina
6. Av. Juan B. Viacaba
7. Prusia
8. Holanda
9. Rusia
10. Austria
11. Bélgica
12. Burdeos
13. Estados Unidos
14. Vigo
15. Vigo
16. TERMINAL CERRO
17. Grecia
18. Bogotá
19. Vizcaya
20. Puerto Rico
21. Filipinas
22. Dinamarca
23. Bulgaria
24. Pla A Cibils (Pla = Paralela)
25. Psje De La Vía
26. Cno. Burdeos
27. Continuación Austria
28. Psje Rusia
29. Marruecos
30. Camerún
31. Guinea
32. Ucrania
33. Lituania
34. Av. Gral. Eduardo Da Costa
35. Punta Sayago
36. Calle Sur-Costanera

Vuelta
1. Calle Sur-Costanera
2. Av. Gral. Eduardo Da Costa
3. Ucrania
4. Lituania
5. Guinea
6. Costa de Marfil
7. Marruecos
8. Cont. Rusia
9. Estados Unidos
10. Av. Dr. Carlos María Ramírez
11. Pla A Cibils
12. Bulgaria
13. Dinamarca
14. Filipinas
15. Puerto Rico
16. Vizcaya
17. Bogotá
18. Chile
19. Dr. Pedro Castellino
20. TERMINAL CERRO
21. Grecia
22. Burdeos
23. Bélgica
24. Austria
25. Rusia
26. Holanda
27. Prusia
28. Barcelona
29. República Argentina
30. Norte América
31. Chile
32. Bogotá
33. Vizcaya
34. Suiza